# Sport- und Schwimmverein Reutlingen 05 2002-2003
Questa voce raccoglie le informazioni riguardanti lo Sport- und Schwimmverein Reutlingen 05 nelle competizioni ufficiali della stagione 2002-2003.

## Stagione
Nella stagione 2002-2003 il Reutlingen, allenato da Frank Wormuth e Uwe Erkenbrecher, concluse il campionato di 2. Bundesliga al 16º posto e retrocesse in Regionalliga. In Coppa di Germania il Reutlingen fu eliminato al secondo turno dal LR Ahlen.

## Rosa
| N. |                     | Ruolo | Calciatore            |
| -- | ------------------- | ----- | --------------------- |
| 1  | Germania (bandiera) | P     | Marco Langner         |
| 3  | Germania (bandiera) | D     | Rüdiger Rehm          |
| 4  | Germania (bandiera) | D     | Domenico Sbordone     |
| 5  | Germania (bandiera) | D     | Oliver Unsöld         |
| 6  | Germania (bandiera) | D     | Jochen Endreß         |
| 7  | Germania (bandiera) | C     | Dennis Mandel         |
| 7  | Germania (bandiera) | C     | Robert Hofacker       |
| 8  | Germania (bandiera) | C     | Jochen Weigl          |
| 9  | Germania (bandiera) | C     | Jan Hoffmann          |
| 10 | Germania (bandiera) | C     | Ralf Becker           |
| 11 | Ghana (bandiera)    | A     | Bashiru Gambo         |
| 12 | Germania (bandiera) | P     | Christian Krieglmeier |
| 13 | Germania (bandiera) | D     | Pietro Conte          |
| 14 | Germania (bandiera) | A     | Patrick Würll         |
| 15 | Germania (bandiera) | C     | Simon Rolfes          |
| 16 | Spagna (bandiera)   | A     | Alfonso García        |

| N. |                                 | Ruolo | Calciatore           |
| -- | ------------------------------- | ----- | -------------------- |
| 17 | Germania (bandiera)             | C     | Jörn Schmiedel       |
| 18 | Germania (bandiera)             | A     | Nico Frommer         |
| 19 | Rep. Ceca (bandiera)            | C     | Jiří Barbořík        |
| 19 | Germania (bandiera)             | A     | Nico Schuska         |
| 20 | Germania (bandiera)             | D     | Thomas Kies          |
| 21 | Nigeria (bandiera)              | C     | Adebowale Ogungbure  |
| 22 | Germania (bandiera)             | D     | Marc Spanier         |
| 23 | Germania (bandiera)             | D     | Michael Urban        |
| 25 | Germania (bandiera)             | A     | Jens Paeslack        |
| 27 | Germania (bandiera)             | P     | Achim Hollerieth     |
| 28 | Croazia (bandiera)              | C     | Darko Novacic        |
| 29 | Portogallo (bandiera)           | C     | Dominique Rodrigues  |
| 30 | Germania (bandiera)             | C     | Frank Gerster        |
| 32 | Serbia (bandiera)               | P     | Goran Ćurko          |
|    | Bosnia ed Erzegovina (bandiera) | A     | Haris Karamehmedović |

## Organigramma societario
Area tecnica
- Allenatore: Uwe Erkenbrecher
- Allenatore in seconda:
- Preparatore dei portieri:
- Preparatori atletici:

## Calciomercato

### Sessione estiva
| Acquisti | Acquisti            | Acquisti             | Acquisti |
| R.       | Nome                | da                   | Modalità |
| -------- | ------------------- | -------------------- | -------- |
| D        | Jochen Endreß       | Stoccarda            |          |
| A        | Bashiru Gambo       | Borussia Dortmund II |          |
| D        | Rüdiger Rehm        | Saarbrücken          |          |
| C        | Dominique Rodrigues | Reutlingen II        |          |
| D        | Marc Spanier        | Alemannia Aquisgrana |          |
| D        | Oliver Unsöld       | Greuther Fürth       |          |
| A        | Patrick Würll       | Kickers Offenbach    |          |

| Cessioni | Cessioni            | Cessioni           | Cessioni |
| R.       | Nome                | da                 | Modalità |
| -------- | ------------------- | ------------------ | -------- |
| C        | Godfried Aduobe     | Hansa Rostock      |          |
| D        | Donald Agu          | Abahani Ltd. Dacca |          |
| D        | Torsten Chmielewski | TSG Balingen       |          |
| A        | Olivier Djappa      | Unterhaching       |          |
| D        | Sören Dreßler       | Augusta            |          |
| D        | Saša Janić          | Arminia Bielefeld  |          |
| D        | Michal Kovář        | Hansa Rostock      |          |
| D        | Torsten Traub       | St. Pauli          |          |

### Sessione invernale
| Acquisti | Acquisti      | Acquisti     | Acquisti |
| R.       | Nome          | da           | Modalità |
| -------- | ------------- | ------------ | -------- |
| C        | Darko Novacic | Posušje      |          |
| A        | Jens Paeslack | Sandhausen   |          |
| C        | Dennis Mandel | Harburger TB |          |
| C        | Simon Rolfes  | Werder Brema |          |

| Cessioni | Cessioni          | Cessioni          | Cessioni |
| R.       | Nome              | da                | Modalità |
| -------- | ----------------- | ----------------- | -------- |
| D        | Alexander Malchow | Kickers Stoccarda |          |
| A        | Carsten Klee      | Carl Zeiss Jena   |          |

## Risultati

### 2. Bundesliga

#### Girone di andata
| Arbitro: | Kemmling |

|                    |           |  |
| Rath 84’ Bella 89’ | Marcatori |  |

| Arbitro: | Fandel |

|            |           |                                          |
| García 90’ | Marcatori | 11’ Schweißing 43’ Bärwolf 80’ Scharping |

| Arbitro: | Steinborn |

|           |           |                         |
| Thomas 4’ | Marcatori | 47’, 88’ (rig.) Frommer |

| Arbitro: | Rafati |

|  |           |              |
|  | Marcatori | 82’ Baumgart |

| Arbitro: | Brych |

|             |           |                                       |
| Voronin 54’ | Marcatori | 13’, 20’ (rig.) Frommer 81’ Ogungbure |

| Arbitro: | Fröhlich |

|                                  |           |                      |
| Gambo 72’ Becker 90’ (rig.), 90’ | Marcatori | 35’, 60’ Plassnegger |

| Arbitro: | Schalk |

|                                       |           |            |
| Langeneke 54’ Beliakov 72’ Cartus 75’ | Marcatori | 22’ Becker |

| Arbitro: | Raquet |

|                                      |           |                    |
| García 17’ Ogungbure 45’ Spanier 53’ | Marcatori | 83’ Labak 88’ Aziz |

| Arbitro: | Jansen |

|                        |           |  |
| Frommer 48’ Becker 84’ | Marcatori |  |

| Arbitro: | Wack |

|                         |           |                                   |
| K'obiashvili 35’ (rig.) | Marcatori | 7’, 32’, 40’ Frommer 20’ Hoffmann |

| Arbitro: | Otte |

|                        |           |                                       |
| Hoffmann 37’ Gambo 55’ | Marcatori | 32’, 79’ Rösler 48’ Ruman 89’ Caillas |

| Arbitro: | Fandel |

|            |           |           |
| Scherz 31’ | Marcatori | 29’ Würll |

| Reutlingen 17 novembre 2002, ore 15:00 CET 13ª giornata | Reutlingen | 0 – 0 referto | Wacker Burghausen | Stadion an der Kreuzeiche (6 914 spett.)\| Arbitro: \| Stachowiak \| |
| Arbitro:                                                | Stachowiak |               |                   |                                                                      |

| Karlsruhe 24 novembre 2002, ore 15:00 CET 14ª giornata | Karlsruhe | 0 – 0 referto | Reutlingen | Wildparkstadion (10 500 spett.)\| Arbitro: \| Kinhöfer \| |
| Arbitro:                                               | Kinhöfer  |               |            |                                                           |

| Arbitro: | Weber |

|                  |           |                                                     |
| Frommer 34’, 78’ | Marcatori | 10’ (aut.) Hoffmann 31’ Gruev 41’ Keidel 45’ Ebbers |

| Arbitro: | Marks |

|                               |           |             |
| Ivanović 23’, 60’ Lanzaat 30’ | Marcatori | 53’ Frommer |

| Arbitro: | Perl |

|               |           |  |
| Ogungbure 67’ | Marcatori |  |

#### Girone di ritorno
| Arbitro: | Aust |

|             |           |                        |
| Frommer 18’ | Marcatori | 22’ Cissé 45’ Feinbier |

| Lubecca 2 febbraio 2003, ore 15:00 CET 19ª giornata | Lubecca | 0 – 0 referto | Reutlingen | Stadion an der Lohmühle (5 000 spett.)\| Arbitro: \| Brych \| |
| Arbitro:                                            | Brych   |               |            |                                                               |

| Arbitro: | Wagner |

|  |           |            |
|  | Marcatori | 88’ Thomas |

| Berlino 26 marzo 2003, ore 20:00 CET 21ª giornata | Union Berlino | 0 – 0 referto | Reutlingen | Stadio An der Alten Försterei (6 567 spett.)\| Arbitro: \| Raquet \| |
| Arbitro:                                          | Raquet        |               |            |                                                                      |

| Arbitro: | Kinhöfer |

|             |           |                      |
| Novacic 86’ | Marcatori | 68’ Morinas 78’ Auer |

| Mannheim 28 febbraio 2003, ore 19:00 CET 23ª giornata | Waldhof Mannheim | 0 – 0 referto | Reutlingen | Carl-Benz-Stadion (5 260 spett.)\| Arbitro: \| Gagelmann \| |
| Arbitro:                                              | Gagelmann        |               |            |                                                             |

| Arbitro: | Wack |

|                          |           |  |
| Frommer 53’ Hoffmann 58’ | Marcatori |  |

| Arbitro: | Weber |

|           |           |                         |
| Labak 34’ | Marcatori | 6’ Hoffmann 37’ Frommer |

| Arbitro: | Margenberg |

|            |           |                          |
| Gerber 21’ | Marcatori | 44’ Frommer 90’ Paeslack |

| Arbitro: | Perl |

|  |           |                         |
|  | Marcatori | 7’ Berner 58’ Coulibaly |

| Arbitro: | Anklam |

|                           |           |  |
| Caillas 22’ Policella 90’ | Marcatori |  |

| Arbitro: | Kemmling |

|            |           |                        |
| Becker 12’ | Marcatori | 6’ Springer 55’ Scherz |

| Arbitro: | Marks |

|             |           |  |
| Schmidt 75’ | Marcatori |  |

| Arbitro: | Gräfe |

|  |           |                             |
|  | Marcatori | 31’, 44’ Labbadia 47’ Fuchs |

| Arbitro: | Stark |

|                     |           |  |
| Voss 48’ Ebbers 84’ | Marcatori |  |

| Arbitro: | Weiner |

|                                             |           |  |
| Würll 25’, 42’, 75’ Frommer 65’ (rig.), 79’ | Marcatori |  |

| Arbitro: | Strampe |

|                                                    |           |                                |
| Jones 5’ Schur 23’, 90’ Skela 38’ Diakité 83’, 90’ | Marcatori | 6’ Frommer 53’ Gambo 56’ Würll |

### Coppa di Germania
| Arbitro: | Trautmann |

|                    |           |                |
| Mazingu-Dinzey 62’ | Marcatori | 42’, 69’ Würll |

| Arbitro: | Pickel |

|                                 |           |             |
| Feinbier 34’, 69’ Chiquinho 74’ | Marcatori | 76’ Malchow |

## Statistiche

### Statistiche di squadra
| Competizione      | Punti | In casa | In casa | In casa | In casa | In casa | In casa | In trasferta | In trasferta | In trasferta | In trasferta | In trasferta | In trasferta | Totale | Totale | Totale | Totale | Totale | Totale | DR  |
| Competizione      | Punti | G       | V       | N       | P       | Gf      | Gs      | G            | V            | N            | P            | Gf           | Gs           | G      | V      | N      | P      | Gf     | Gs     | DR  |
| ----------------- | ----- | ------- | ------- | ------- | ------- | ------- | ------- | ------------ | ------------ | ------------ | ------------ | ------------ | ------------ | ------ | ------ | ------ | ------ | ------ | ------ | --- |
| 2. Bundesliga     | 39    | 17      | 6       | 1       | 10      | 24      | 28      | 17           | 5            | 5            | 7            | 19           | 25           | 34     | 11     | 6      | 17     | 43     | 53     | -10 |
| Coppa di Germania | -     | 0       | 0       | 0       | 0       | 0       | 0       | 2            | 1            | 0            | 1            | 3            | 4            | 2      | 1      | 0      | 1      | 3      | 4      | -1  |
| Totale            | 39    | 17      | 6       | 1       | 10      | 24      | 28      | 19           | 6            | 5            | 8            | 22           | 29           | 36     | 12     | 6      | 18     | 46     | 57     | -11 |

### Andamento in campionato
| Giornata  | 1  | 2  | 3  | 4  | 5  | 6  | 7  | 8  | 9  | 10 | 11 | 12 | 13 | 14 | 15 | 16 | 17 | 18 | 19 | 20 | 21 | 22 | 23 | 24 | 25 | 26 | 27 | 28 | 29 | 30 | 31 | 32 | 33 | 34 |
| --------- | -- | -- | -- | -- | -- | -- | -- | -- | -- | -- | -- | -- | -- | -- | -- | -- | -- | -- | -- | -- | -- | -- | -- | -- | -- | -- | -- | -- | -- | -- | -- | -- | -- | -- |
| Luogo     | T  | C  | T  | C  | T  | C  | T  | C  | C  | T  | C  | T  | C  | T  | C  | T  | C  | C  | T  | C  | C  | T  | C  | T  | T  | T  | C  | T  | C  | T  | C  | T  | C  | T  |
| Risultato | P  | P  | V  | P  | V  | V  | P  | V  | V  | V  | P  | N  | N  | N  | P  | P  | V  | P  | N  | P  | P  | N  | V  | V  | V  | N  | P  | P  | P  | P  | P  | P  | V  | P  |
| Posizione | 18 | 18 | 18 | 18 | 18 | 14 | 16 | 15 | 13 | 11 | 12 | 12 | 12 | 12 | 13 | 14 | 13 | 13 | 14 | 14 | 15 | 15 | 14 | 14 | 12 | 12 | 13 | 13 | 13 | 14 | 15 | 16 | 16 | 16 |

Legenda:

Luogo: C = Casa; T = Trasferta. Risultato: V = Vittoria; N = Pareggio; P = Sconfitta.

### Statistiche dei giocatori
| Giocatore         | 2. Bundesliga | 2. Bundesliga | 2. Bundesliga | 2. Bundesliga | Coppa di Germania | Coppa di Germania | Coppa di Germania | Coppa di Germania | Totale   | Totale | Totale      | Totale     |
| Giocatore         | Presenze      | Reti          | Ammonizioni   | Espulsioni    | Presenze          | Reti              | Ammonizioni       | Espulsioni        | Presenze | Reti   | Ammonizioni | Espulsioni |
| ----------------- | ------------- | ------------- | ------------- | ------------- | ----------------- | ----------------- | ----------------- | ----------------- | -------- | ------ | ----------- | ---------- |
| J. Barbořík       | 0             | 0             | 0             | 0             | 0                 | 0                 | 0                 | 0                 | 0        | 0      | 0           | 0          |
| R. Becker         | 31            | 5             | 1             | 0             | 2                 | 0                 | 2                 | 0                 | 33       | 5      | 3           | 0          |
| P. Conte          | 0             | 0             | 0             | 0             | 0                 | 0                 | 0                 | 0                 | 0        | 0      | 0           | 0          |
| J. Endreß         | 20            | 0             | 3             | 0             | 1                 | 0                 | 0                 | 0                 | 21       | 0      | 3           | 0          |
| N. Frommer        | 29            | 18            | 5             | 1             | 2                 | 0                 | 0                 | 0                 | 31       | 18     | 5           | 1          |
| B. Gambo          | 33            | 3             | 2             | 0             | 2                 | 0                 | 0                 | 0                 | 35       | 3      | 2           | 0          |
| A. García         | 23            | 2             | 0             | 0             | 2                 | 0                 | 1                 | 0                 | 25       | 2      | 1           | 0          |
| F. Gerster        | 19            | 0             | 0             | 2             | 0                 | 0                 | 0                 | 0                 | 19       | 0      | 0           | 2          |
| R. Hofacker       | 0             | 0             | 0             | 0             | 0                 | 0                 | 0                 | 0                 | 0        | 0      | 0           | 0          |
| J. Hoffmann       | 25            | 4             | 2             | 0             | 1                 | 0                 | 0                 | 0                 | 26       | 4      | 2           | 0          |
| A. Hollerieth     | 3             | 0             | 0             | 0             | 0                 | 0                 | 0                 | 0                 | 3        | 0      | 0           | 0          |
| H. Karamehmedović | 0             | 0             | 0             | 0             | 0                 | 0                 | 0                 | 0                 | 0        | 0      | 0           | 0          |
| T. Kies           | 32            | 0             | 7             | 0             | 2                 | 0                 | 0                 | 0                 | 34       | 0      | 7           | 0          |
| C. Krieglmeier    | 1             | 0             | 0             | 0             | 0                 | 0                 | 0                 | 0                 | 1        | 0      | 0           | 0          |
| M. Langner        | 0             | 0             | 0             | 0             | 0                 | 0                 | 0                 | 0                 | 0        | 0      | 0           | 0          |
| A. Malchow        | 12            | 0             | 3             | 0             | 2                 | 1                 | 1                 | 0                 | 14       | 1      | 4           | 0          |
| D. Mandel         | 0             | 0             | 0             | 0             | 0                 | 0                 | 0                 | 0                 | 0        | 0      | 0           | 0          |
| D. Novacic        | 8             | 1             | 1             | 0             | 0                 | 0                 | 0                 | 0                 | 8        | 1      | 1           | 0          |
| A. Ogungbure      | 26            | 3             | 6             | 0             | 1                 | 0                 | 0                 | 0                 | 27       | 3      | 6           | 0          |
| J. Paeslack       | 12            | 1             | 3             | 0             | 0                 | 0                 | 0                 | 0                 | 12       | 1      | 3           | 0          |
| R. Rehm           | 26            | 0             | 5             | 3             | 2                 | 0                 | 2                 | 0                 | 28       | 0      | 7           | 3          |
| D. Rodrigues      | 2             | 0             | 0             | 0             | 0                 | 0                 | 0                 | 0                 | 2        | 0      | 0           | 0          |
| S. Rolfes         | 13            | 0             | 2             | 0             | 0                 | 0                 | 0                 | 0                 | 13       | 0      | 2           | 0          |
| D. Sbordone       | 24            | 0             | 4             | 0             | 1                 | 0                 | 0                 | 0                 | 25       | 0      | 4           | 0          |
| J. Schmiedel      | 12            | 0             | 0             | 0             | 1                 | 0                 | 0                 | 0                 | 13       | 0      | 0           | 0          |
| N. Schuska        | 2             | 0             | 0             | 0             | 0                 | 0                 | 0                 | 0                 | 2        | 0      | 0           | 0          |
| M. Spanier        | 20            | 1             | 7             | 1             | 2                 | 0                 | 0                 | 1                 | 22       | 1      | 7           | 2          |
| O. Unsöld         | 22            | 0             | 4             | 0             | 1                 | 0                 | 0                 | 0                 | 23       | 0      | 4           | 0          |
| M. Urban          | 1             | 0             | 0             | 0             | 0                 | 0                 | 0                 | 0                 | 1        | 0      | 0           | 0          |
| J. Weigl          | 25            | 0             | 7             | 1             | 2                 | 0                 | 0                 | 0                 | 27       | 0      | 7           | 1          |
| P. Würll          | 19            | 5             | 3             | 0             | 2                 | 2                 | 0                 | 0                 | 21       | 7      | 3           | 0          |
| G. Ćurko          | 30            | 0             | 2             | 0             | 2                 | 0                 | 0                 | 0                 | 32       | 0      | 2           | 0          |